# Playa de Arañón
La playa de Arañón es una playa situada en la costa central del Principado de Asturias (España), en el concejo de Avilés y próxima a la localidad de Nieva. Tiene forma de concha, la longitud media es de unos 140 m y una anchura media de unos 25-30 m. Su entorno es rural, con un grado de urbanización y una peligrosidad baja. El acceso rodado es hasta la propia playa. El lecho es de arena de grano tostado y tamaño fino con algún canto rodado. La ocupación es baja y el grado de urbanización es medio.
Para acceder a esta playa hay que localizar previamente los núcleos de población más cercanos que en este caso son Nieva, San Juan de Nieva y Zeluán. Está muy cerca del Faro de Avilés y junto a una zona de recreo  y a un bar. Por todo ello es la playa visitada pero nunca de forma masiva, ya que en las proximidades hay playas de mayor extensión. A veces se encuentran restos arqueológicos del Paleolítico inferior.
A los bañistas se les recomienda no adentrarse en la ría debido a las corrientes que hay en ella. La actividad más recomendada es la pesca recreativa a caña. Se han pescado, con barco o caña, un ejemplar de Pulpo gigante tipi Haliphron mediante la modalidad de arrastre, Un Architeuthis dux en el cladero de «Agudo de Tierra», frente a Avilés y un pixín demás de 50 kg el 18 de abril de 2008.